# Description
Pour les articles homonymes, voir Description (homonymie).
La description (du latin descriptio) est la présentation de lieux, de personnages ou d'événements dans un récit.
En littérature, la description constitue une pause dans le récit, où elle peut former un ensemble autonome, bien que le plus souvent elle prenne place dans la narration.
On la reconnaît à l'abondance des verbes de perception, d'éléments visuels, de repères spatiaux, de verbes d'état et de qualificatifs. Elle suit généralement un ordre, par exemple de la tête aux pieds ou d'un plan général à un plan rapproché.

## Plan
Dans son ouvrage Les textes, Jean-Michel Adam distingue trois parties dans la formation d'un texte descriptif  : 
1. l'opération d'ancrage (qui donne le thème),
2. l'opération d'aspectualisation (qui opère un découpage en parties)
3. la qualification. Cette dernière se base sur "être" (« la boutique était la plus importante du quartier »), sur "avoir" (« il y avait une étroite allée encombrée par les sacs de riz et de sel ») ou sur un verbe d'action (« l'enfant mange une pomme », « la montagne barre la vue »). Selon Adam, on pourrait ajouter dans la sous-catégorie "être" les "assimilations" (ou métaphores) : « le peuple blanc des villas semble endormi dans le soleil » (Maupassant), qui peut se transcrire en « les villas sont comme un peuple blanc qui est endormi au soleil ».

## Caractéristiques
Viennent ensuite les caractéristiques du contenu d'un texte descriptif : 
1. les connotations : elles ont soit une fonction de redondance (le héros est heureux donc il y a une description positive ; le héros est malheureux donc la description est négative), soit une fonction d'anticipation (un paysage sinistre annonce un événement négatif pour le héros et inversement);
2. les plans de textes qui apportent des indications spatiales et temporelles :

- les quatre saisons
- les cinq sens,
- les plans spatiaux frontaux (de haut en bas),
- les plans spatiaux latéraux (droite à gauche / gauche à droite),
- les plans spatiaux fuyants (avant en arrière / arrière en avant).

Souvent la forme de description n'a pas de personnage et le narrateur est externe.

## Typologie
Les différents genres de description sont : 
- la chronographie : description d'une période où se déroule un événement.
- l'ekphrasis (nf) : description au sein d'un texte littéraire, d'un tableau, d'un objet d'art, d'un dessin… On dit que la première ekphrasis de la littérature est la description du bouclier d'Achille (en) par Homère.
- l'éthopée (nf) : description purement morale (vices, talents, caractères…).
- l'hypotypose : figure de style consistant en une description réaliste, animée et frappante de la scène dont on veut donner une représentation imagée. Synonyme : tableau littéraire. Elle peut prendre la forme d'une énumération de détails concrets.
- la nosographie : description des maladies
- le portrait : description à la fois physique et morale.
- le parallèle : il s'agit de deux descriptions en parallèle ou mêlées par lesquelles on rapproche ou on oppose deux personnages, deux situations, deux lieux...
- la prosopographie : classement de personnes ou personnages composant un milieu social différencié, afin de les lier par leurs aspects communs (histoire d'une famille, d'une caste...).
- la topographie : description d'un lieu.
- la description technologique ou scientifique : description d'un procédé, d'un mécanisme, des fonctions et/ou de l'histoire d'une technologie ou d'un élément scientifique réel ou imaginé, très présent notamment dans la Hard science-fiction.